# Cordillera del Líbano
La cordillera del Líbano o Monte Líbano es un macizo montañoso que se encuentra dentro del Líbano, entre la depresión de Trípoli y el río Litani, y que atraviesa todo el país de noreste a sureste conformando así dos áreas espaciales diferenciadas en territorio, clima y economía.
Su cumbre más alta es el Qurnat as Sawdā', de 3.088 m s. n. m. La mayoría del resto de alturas destacables se encuentran entre los 1.900 y los 2.700 m s. n. m. Su ubicación, haciendo frente a la línea de costa mediterránea, le permite recibir precipitaciones próximas a los 1500 mm anuales en el norte y a los 1000 en el sur, dejando al este de la cadena zonas áridas por situarse a sotavento de las borrascas.
La tierra es caliza, lo que permite la filtración de las aguas y la erosión intensa que han formado profundas gargantas a lo largo del tiempo.
Su estratégica situación permitió en el pasado ser refugio de comunidades como los maronitas o los drusos, aun a finales del siglo XX, y ha favorecido la pervivencia de creencias minoritarias en tierras de mayoría musulmana. Ha servido como punto desde el que han partido o hacia el que se han dirigido múltiples acciones bélicas entre libaneses durante los conflictos padecidos a lo largo de su historia.
La población en el siglo XXI es menos abundante de lo que fue en el pasado, y la mayoría fue trasladándose a la costa (Sidón, Joünié, Beirut y Trípoli), y en menor medida a las poblaciones del interior como Zahlé y Baalbek. La economía de la zona se basa en el pastoreo, la sericicultura, el cultivo de la vid y el olivo, así como las hortalizas y árboles frutales en terrazas de pequeño tamaño. También ha adquirido importancia el turismo, principalmente en invierno, destacando la existencia de tres estaciones de esquí abiertas.